# Окунев, Акинф Кириллович
Акинф Кириллович Окунев (31.7.1919, Нижегородская область — 9.11.1943) — командир орудия 106-го отдельного истребительно-противотанкового дивизиона 23-й стрелковой дивизии 47-й армии Воронежского фронта, старший сержант. Герой Советского Союза.

## Биография
Родился 18 июля 1919 года в деревне Малое Тарасово ныне Тонкинского района Нижегородской области в крестьянской семье. Русский. Член ВКП. Окончил 7 классов. Работал счетоводом Вахтанского лесопункта.
В Красной Армии с 1939 года. На фронтах Великой Отечественной войны с августа 1941 года.
Командир орудия 106-го отдельного истребительно-противотанкового дивизиона старший сержант Акинф Окунев, участвуя в боях на плацдарме в районе села Студенец Каневского района Черкасской области Украины, 2 октября 1943 года со своим расчётом отразил три контратаки противника.
Заменив погибшего командир взвода, старший сержант Окунев продолжал руководить боем, уничтожил три станковых пулемёта, две пушки, миномёт и десятки гитлеровцев.
Указом Президиума Верховного Совета СССР от 25 октября 1943 года за образцовое выполнение боевых заданий командования на фронте борьбы с немецко-фашистским захватчиками и проявленные при этом мужество и героизм старшему сержанту Окуневу Акинфу Кирилловичу присвоено звание Героя Советского Союза с вручением ордена Ленина и медали «Золотая Звезда».

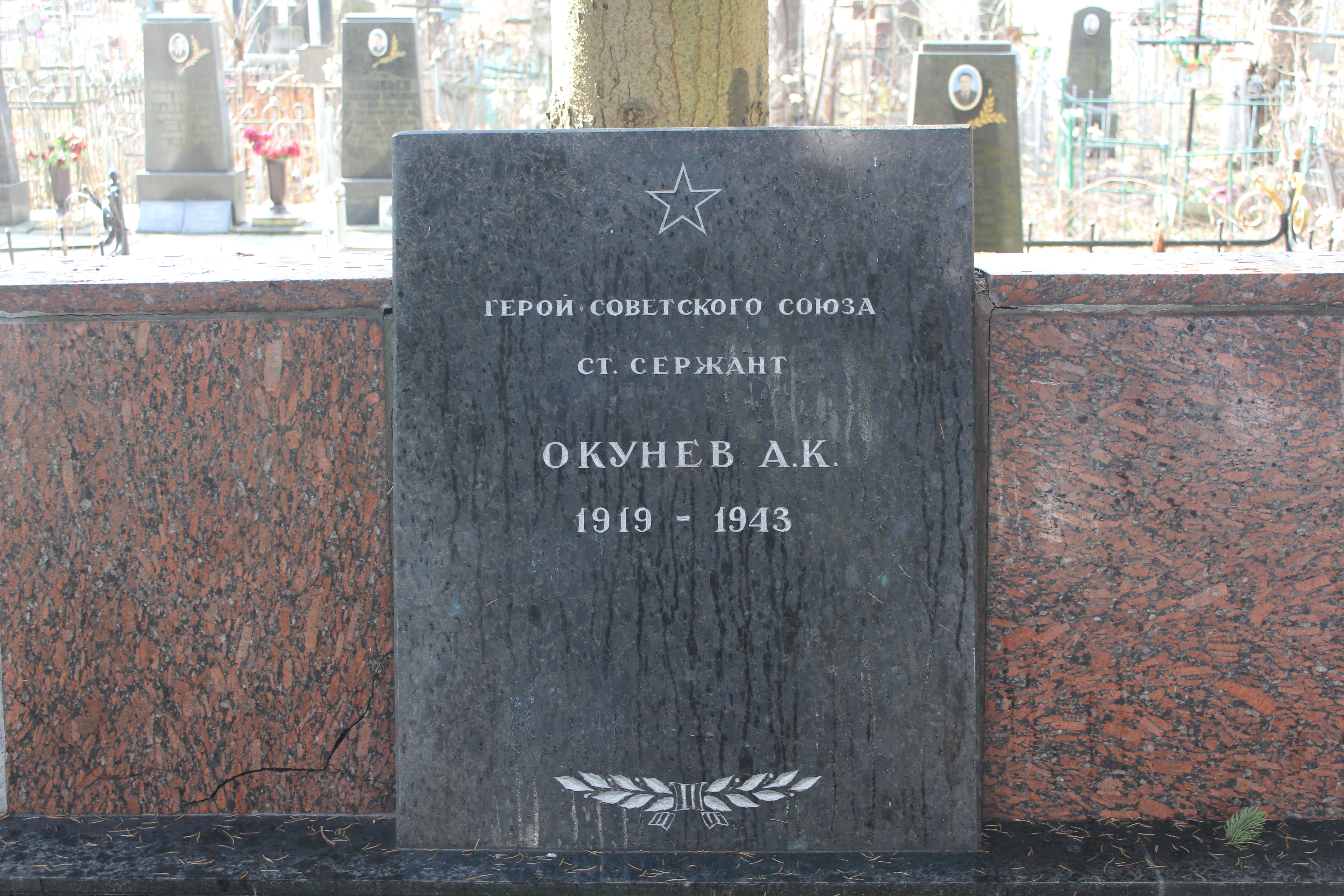
Могила Окунева

Погиб в бою 9 ноября 1943 года. Похоронен в Киеве на Соломенском кладбище.
Награждён орденом Ленина, орденами Отечественной войны 2-й степени, Красной Звезды.
В селе Пакали Тонкинского района Нижегородской области на здании школы установлена мемориальная доска, улица в селе носит имя Героя. Его имя увековечено на мемориале в городе Шахунья.